# Silvio Schierle
Silvio Schierle (* 18. Juli 1997 in Saalfeld/Saale) ist ein deutscher Boxer im Halbschwergewicht.

## Leben
Schierle wurde als viertes von neun Kindern eines Kubaners und einer Deutschen in Saalfeld geboren, wo er auch zur Schule ging. Mit 14 Jahren kam er auf die Sportschule Frankfurt (Oder).

## Boxkarriere
Er begann mit dem Boxsport im Alter von 6 Jahren und trainierte beim SSV Saalfeld, sowie später am Olympiastützpunkt Brandenburg in Frankfurt (Oder). Trainer seiner bisherigen Laufbahn waren Andreas Schulze, Lutz Grau, Michael Stade, Harry Kappell, Gunnar Berg und David Hoppstock.
Er gewann 2010 und 2011 jeweils eine Bronzemedaille bei den Deutschen Meisterschaften der Kadetten sowie 2012 und 2013 jeweils die Goldmedaille bei der Deutschen Meisterschaft der Junioren. Zudem war er Viertelfinalist der Junioren-Europameisterschaft 2012 in Sofia und Achtelfinalist der Junioren-Weltmeisterschaft 2013 in Kiew.
Bei Deutschen Jugendmeisterschaften gewann er 2014 Bronze und 2015 Gold, zudem schied er bei der Jugend-Europameisterschaft 2015 in Kołobrzeg in der Vorrunde aus.
2017 erreichte er bei der Europameisterschaft in Charkiw gegen Arman Hakopjan und Vitali Bojko das Viertelfinale, wo er gegen den späteren Vizeeuropameister Kamran Şahsuvarlı ausschied. Er nahm daraufhin noch an der Weltmeisterschaft desselben Jahres in Hamburg teil und siegte in der Vorrunde gegen Birol Aygün, ehe er im Achtelfinale dem späteren Vizeweltmeister Äbilchan Amanqul unterlag.
2018 gewann er eine Bronzemedaille im Mittelgewicht bei der U22-Europameisterschaft in Târgu Jiu und wurde 2019 Deutscher Vizemeister dieser Gewichtsklasse. 2020 wurde er für die europäische Olympiaqualifikation in London nominiert, verlor dort jedoch in der Vorrunde mit 2:3 gegen Lancelot de la Chapelle.
2021 wurde er Deutscher Meister im Halbschwergewicht und startete bei der Weltmeisterschaft desselben Jahres in Belgrad, wo er in der Vorrunde mit 2:3 gegen Schabbos Negmatullojew ausschied. 2022 und 2023 wurde er jeweils Deutscher Vizemeister im Halbschwergewicht.

## Auszeichnungen
- 2018: Hermann-Weingärtner-Preis der Stadt Frankfurt (Oder)[17]